# Анохин, Виктор Васильевич
Виктор Васильевич Анохин (19 октября 1923 — 21 мая 2004) — советский и украинский инженер-технолог, профессор, доктор технических наук, ректор Киевского технологического института лёгкой промышленности в 1967—1973 годах, академик Академии инженерных наук Украины.

## Биография
Родился 19 октября 1923 года в городе Ставрополь (РСФСР). В годы Великой Отечественной войны, в марте 1944 года, добровольцем ушёл на фронт, принимал участие в освобождении Украины (Станислав и Мукачево) и Венгрии. Был рядовым разных частей: 50-го запасного стрелкового полка, 8-го Александрийского механизированного корпуса, 1672-го истребительного противотанкового полка. Исполнял обязанности орудийного номера. В ноябре 1944 года получил тяжёлое ранение, из-за которого до апреля 1945 года находился на лечении в военном госпитале.
После окончания войны поступил в Киевский технологический институт лёгкой промышленности на химико-технологический факультет, который окончил в 1950 году с отличием. Дальнейшая жизнь Виктора Васильевича была связана с этим учебным заведением. Сначала поступил в аспирантуру, затем прошёл путь профессионального роста: ассистент, старший преподаватель, доцент, заведующий кафедрой, профессор.
В 1961 году был назначен проректором по учебной работе института, а с 1967 по 1973 год он был ректором КТИЛП. С 1967 по 1987 год заведовал кафедрой органической химии и химии полимеров, а с 1988 по 1992 год кафедрой технологии переработки пластмасс и пластполимеров.
Неоднократно избирался депутатом Киевского городского совета.
Дочь Виктора Анохина, Елена, пошла по стопам отца, став физико-химиком.
Умер Виктор Анохин 21 мая 2004 года. Похоронен в Киеве на Байковом кладбище.

## Научная деятельность
Виктор Анохин автор 8 учебников, из которых два издания прошёл учебник «Химия и физико-химия полимеров»; более 300 научных трудов, 20 авторских свидетельств.
Под его руководством защищено 3 докторские и 25 кандидатских диссертаций, проведены фундаментальные научные исследования в области химии и физико-химии полимеров, технологии кожи и меха.

## Труды
- Материаловедение швейного производства. К., 1959 (соавт.)
- Физика и химия полимерных материалов обувного производства: Учеб. К., 1961
- Теплофизические свойства полимеров. К., 1968
- Хімія і фізико-хімія полімерів: Підруч. К., 1971
- Теплофизические свойства полимерных материалов и тепломассообменные процессы в лёгкой промышленности. К., 1971
- Пигментные пасты на основе сопака для отделки кожи. Москва, 1972 (соавт.).